# Werner & Mertz
Werner & Mertz GmbH – przedsiębiorstwo średniej wielkości, zajmujące się produkcją środków do czyszczenia i pielęgnacji. Siedziba główna mieści się w Moguncji. Przedsiębiorstwo wywodzi się z założonej w 1867 roku fabryki wosku „Gebrüder Werner”. Od 1901 roku Werner & Mertz oferuje pastę do butów pod marką Erdal. Po II wojnie światowej rozszerzono ofertę o chemię gospodarczą. Marką, która generuje największe obroty, jest Frosch. Od 1986 roku oferuje ona ekologiczną chemię gospodarczą.

## Historia
Przedsiębiorstwo zostało założone w 1867 roku przez braci Friedricha Christopha Wernera i Georga Wernera w Moguncji jako fabryka wyrobów woskowych „Gebrüder Werner”. Po dołączeniu kolejnego właściciela, Georga Mertza, w 1878 roku fabryka otrzymała obecną nazwę „Werner & Mertz”. Mertz zmarł w 1887 roku, a kierowanie przedsiębiorstwem razem z braćmi Werner przejął jego szwagier Philipp Adam Schneider. Do dzisiaj firma znajduje się w rękach ich potomków.

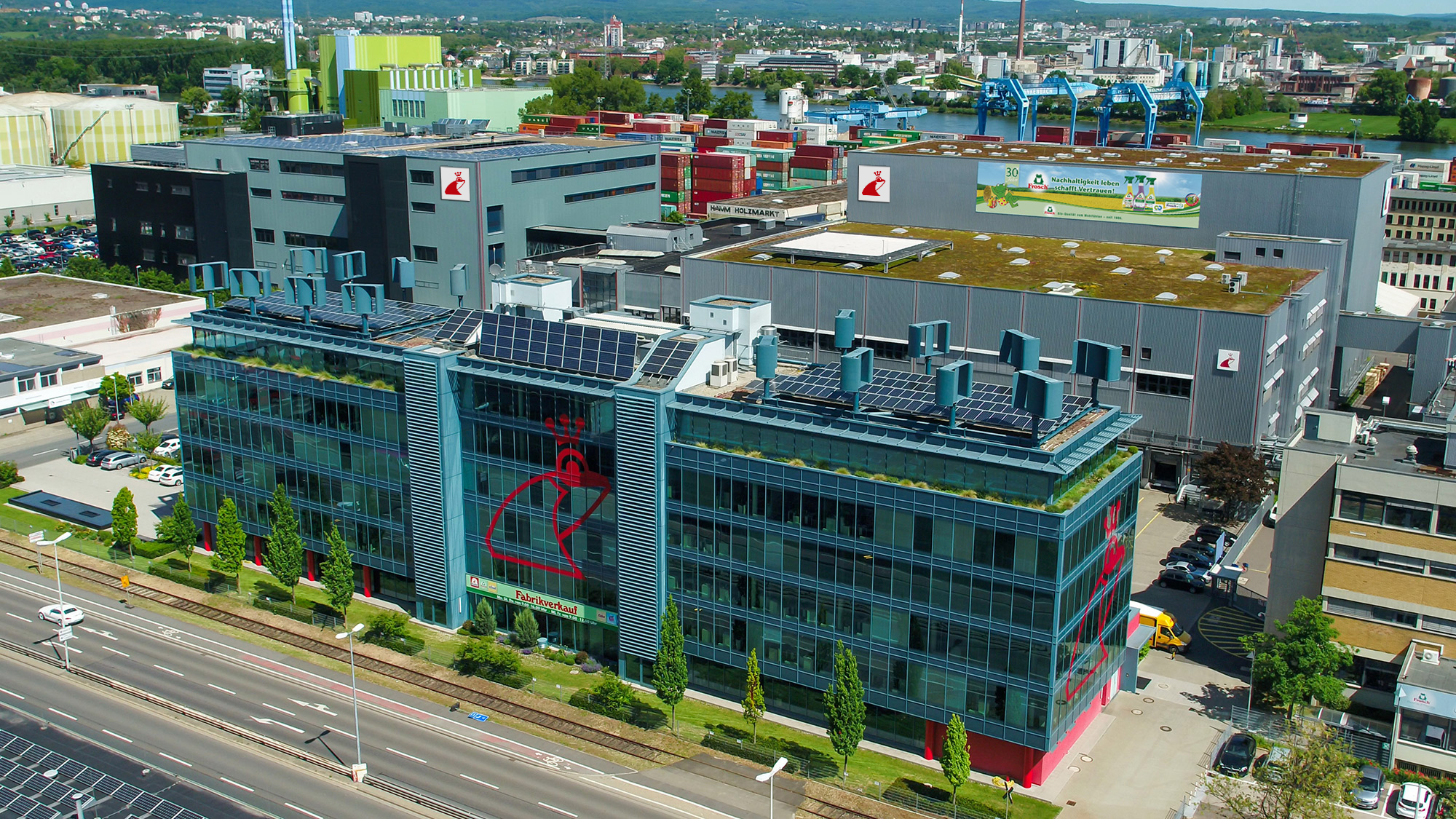
Widok z lotu ptaka na siedzibę firmy Werner & Mertz w Moguncji

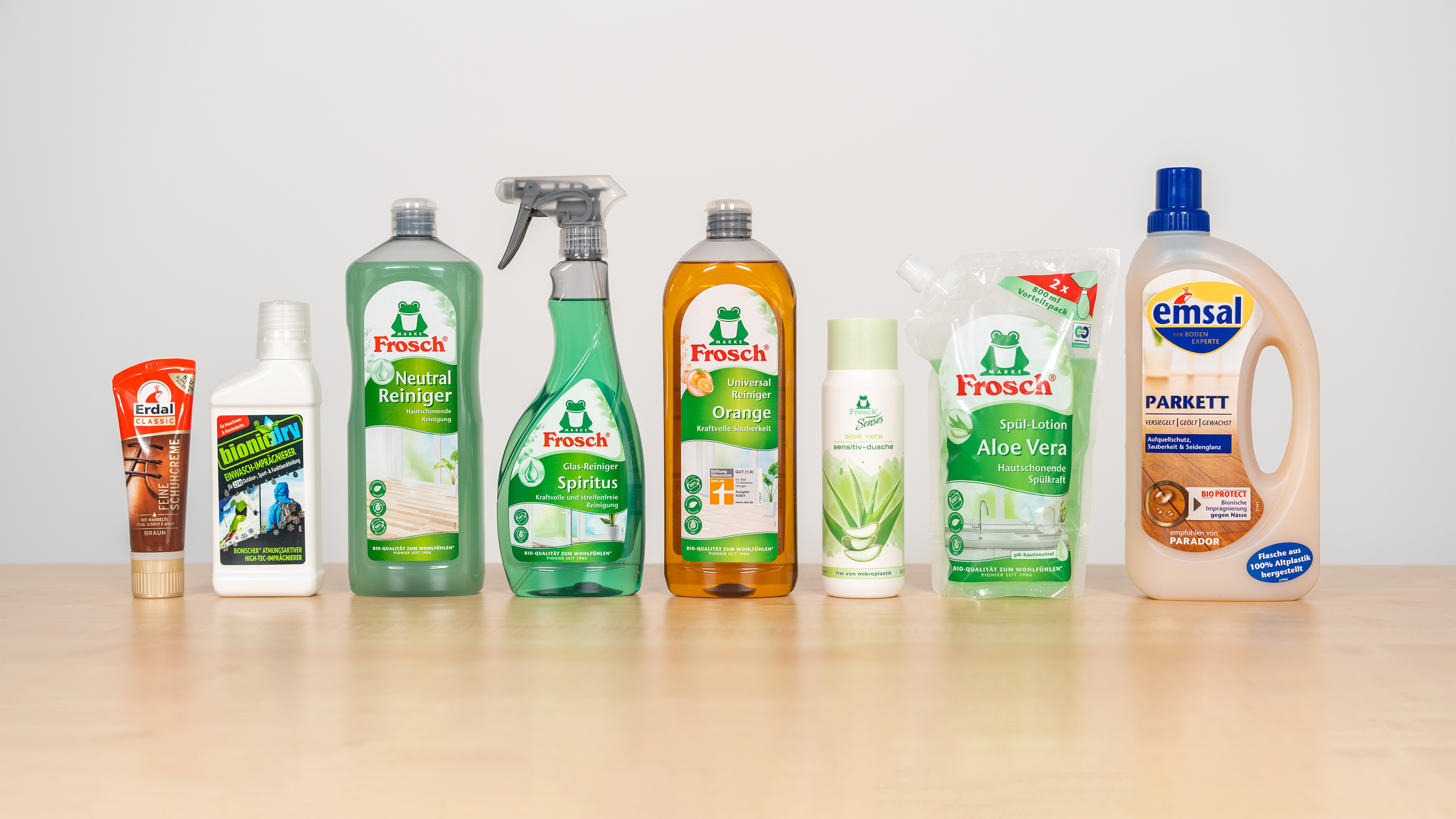
Różne produkty Werner & Mertz

Oddział w Hallein w Austrii wznowił produkcję na początku 1954 roku. W tym samym roku Rudolf Schneider przestał pełnić funkcję dyrektora przedsiębiorstwa. W 1962 roku Hermann Schneider przekazał stanowisko dyrektora swojemu synowi Helmutowi. Największą dotychczas inwestycją w historii firmy była budowa nowoczesnego centrum logistycznego z automatycznym regałem wysokiego składowania w Moguncji w 1996 roku. Spośród trójki dzieci Helmuta Schneidera ostatecznie w roku 2000 stanowisko dyrektora objął jego syn Reinhard, jako piąte pokolenie właścicieli. We wrześniu 2010 zarząd główny przeniósł się do obiektu „Energie-Plus-Bilanz-Haus” przy Rheinallee w Moguncji. W 2019 roku otwarto nowe centrum produkcyjne „L8” w Moguncji. Według informacji przedsiębiorstwa jest to największa pojedyncza inwestycja w historii firmy, a jej koszt wyniósł 30 milionów euro.

### Pasta do butów „Erdal”
Firma Werner & Mertz wprowadziła pastę do butów na rynek pod nazwą „Erdal” i po raz pierwszy zaprezentowała żabiego króla jako symbol marki w 1903 roku[wymaga weryfikacji?].
W 1928 roku przejęto berlińskie przedsiębiorstwo Urban & Lemm, które wytwarzało popularny środek do czyszczenia obuwia Urbin. 

### Rozszerzenie palety produktów
Po II wojnie światowej, szczególnie w latach 50., firma Werner & Mertz rozbudowała swoją ofertę o chemię gospodarczą, między innymi środki do czyszczenia łazienek i dywanów. W 1971 roku utworzono spółkę Tana Chemie GmbH, oferującą środki do czyszczenia dla dużych odbiorców, jak lokale gastronomiczne, szpitale, zakłady przemysłowe i budynki biurowe.
W 2008 roku roczne obroty przedsiębiorstwa wyniosły 284 milionów euro, w 2012 305 mln euro, a w 2015 342 mln euro.

## Pozycjonowanie i prezentacja na zewnątrz

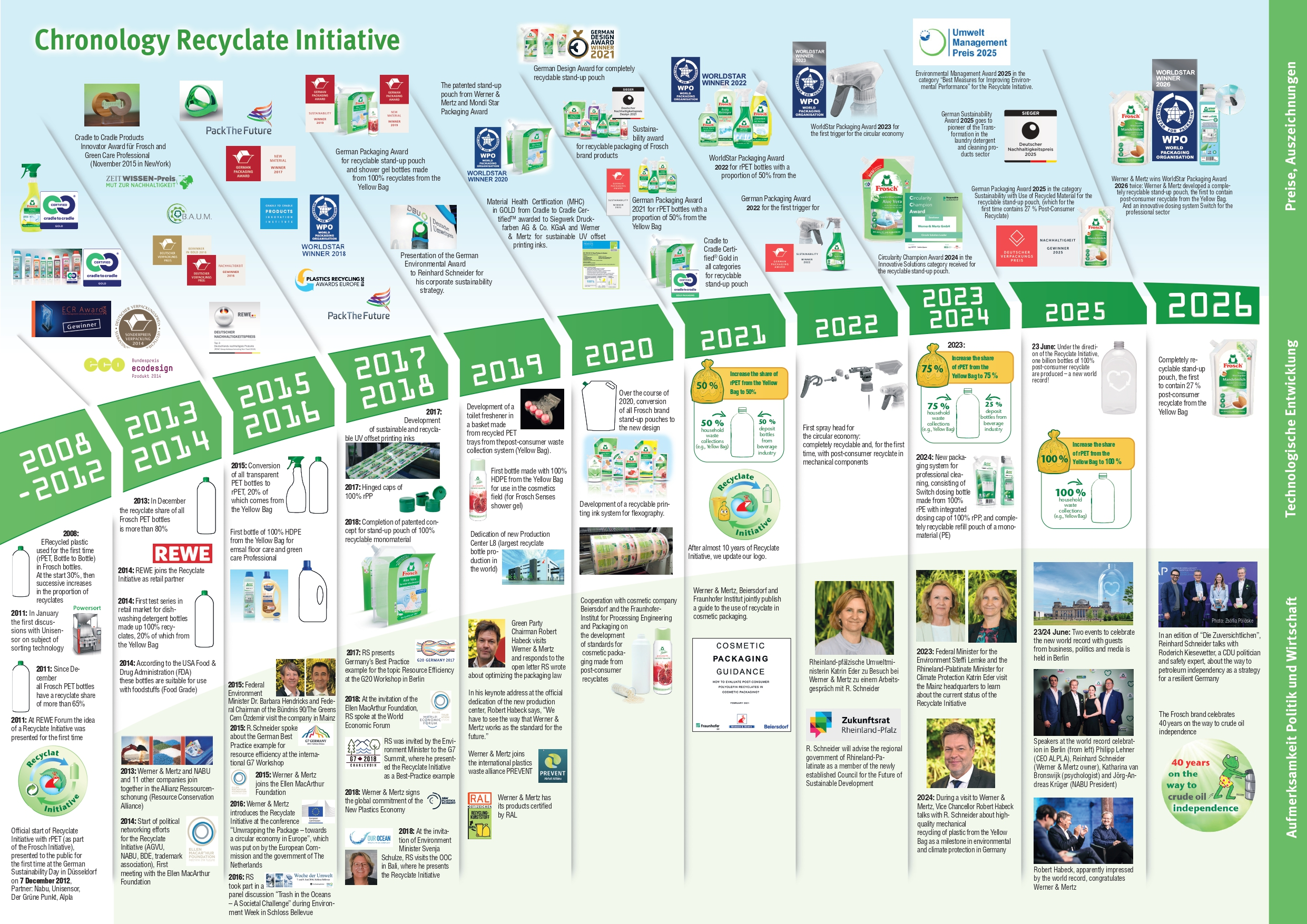
Chronologia inicjatywy recyklingu firmy Werner & Mertz (prezentacja własna firmy, stan na listopad 2023 r.)

Od czasu wprowadzenia marki „Frosch” firma Werner & Mertz zrezygnowała ze szkodliwych składników także w innych produktach. Także przeznaczona dla użytkowników profesjonalnych marka green care PROFESSIONAL postrzega siebie jako zieloną inicjatywę w swoim segmencie. Wprowadzono system zarządzania środowiskiem i zrównoważonym rozwojem, od 2003 roku zakłady produkcyjne posiadają certyfikat Eco Management and Audit Scheme (EMAS) Unii Europejskiej. Nowe budynki przedsiębiorstwa, między innymi siedziba zarządu i nowe centrum produkcyjne L8, zostały zaprojektowane i zbudowane z uwzględnieniem aspektów ekologicznych i zrównoważonego rozwoju. W ramach „Inicjatywy Frosch” przedsiębiorstwo prowadzi swoje projekty w dziedzinie recyklingu plastiku.
W 2012 roku nastąpił oficjalny start inicjatywy Recyclat. We współpracy z innymi partnerami, w tym organizacją „Grüne Punkt”, inicjatywa służy realizacji celu, jakim jest większe wykorzystanie tworzyw sztucznych pochodzących z odpadów domowych. Inicjatywa dąży do propagowania wśród opinii publicznej oraz w świecie polityki zwiększenia udziału tworzyw pochodzących z recyklingu w celu ochrony klimatu i oceanów. Ponadto w ramach inicjatywy Recyclat przedsiębiorstwo współpracuje z organizacją ekologiczną Naturschutzbund Deutschland (NABU). Dzięki temu od 2010 roku opakowania składają się w 80% z plastiku pochodzącego z recyklingu, początkowo głównie z butelek plastikowych. Obecnie wszystkie butelki na środki do czyszczenia marki Frosch składają się w 100% z materiałów umożliwiających recykling. W 2019 roku firma Werner & Mertz wprowadziła na rynek pierwsze opakowanie żelu pod prysznic, które w całości składa się z plastiku pochodzącego z recyklingu.
Recykling tworzyw sztucznych stanowi działalność niszową, ponieważ jest on droższy w porównaniu do wytwarzania plastiku z ropy naftowej. Mimo spadku cen ropy w 2020 roku przedsiębiorstwo, jako jedno z nielicznych, kontynuowało wykorzystanie plastiku pochodzącego z recyklingu. Dyrektor zarządzający Reinhard Schneider w swoich gościnnych wypowiedziach (przykładowo w magazynie Wirtschaftswoche) oraz wywiadach (np. dla ZDF) opowiada się za większym zaangażowaniem gospodarki w ochronę środowiska i klimatu.

## Opinia publiczna

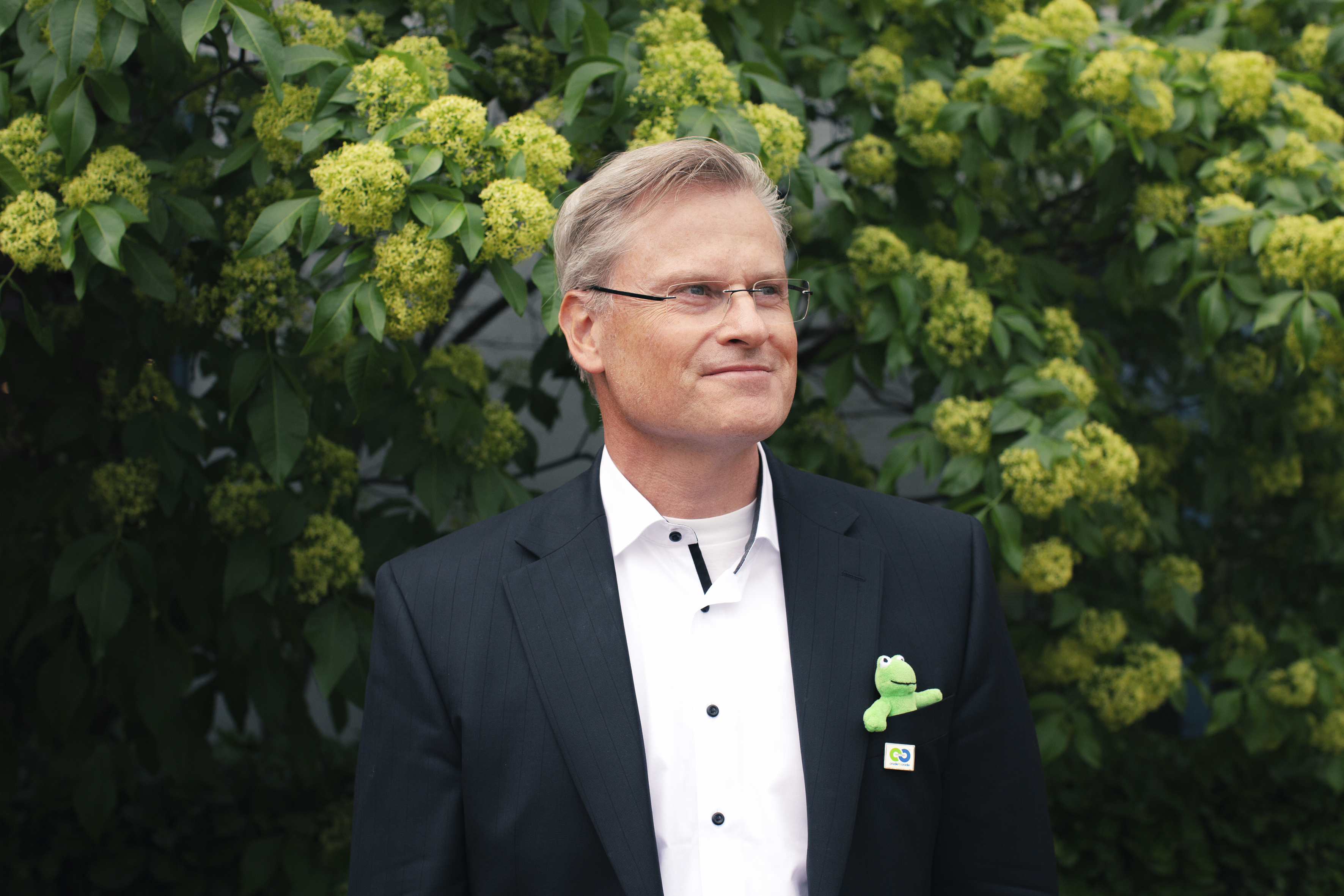
Reinhard Schneider (2020) z marką macsot Frosch (marka)

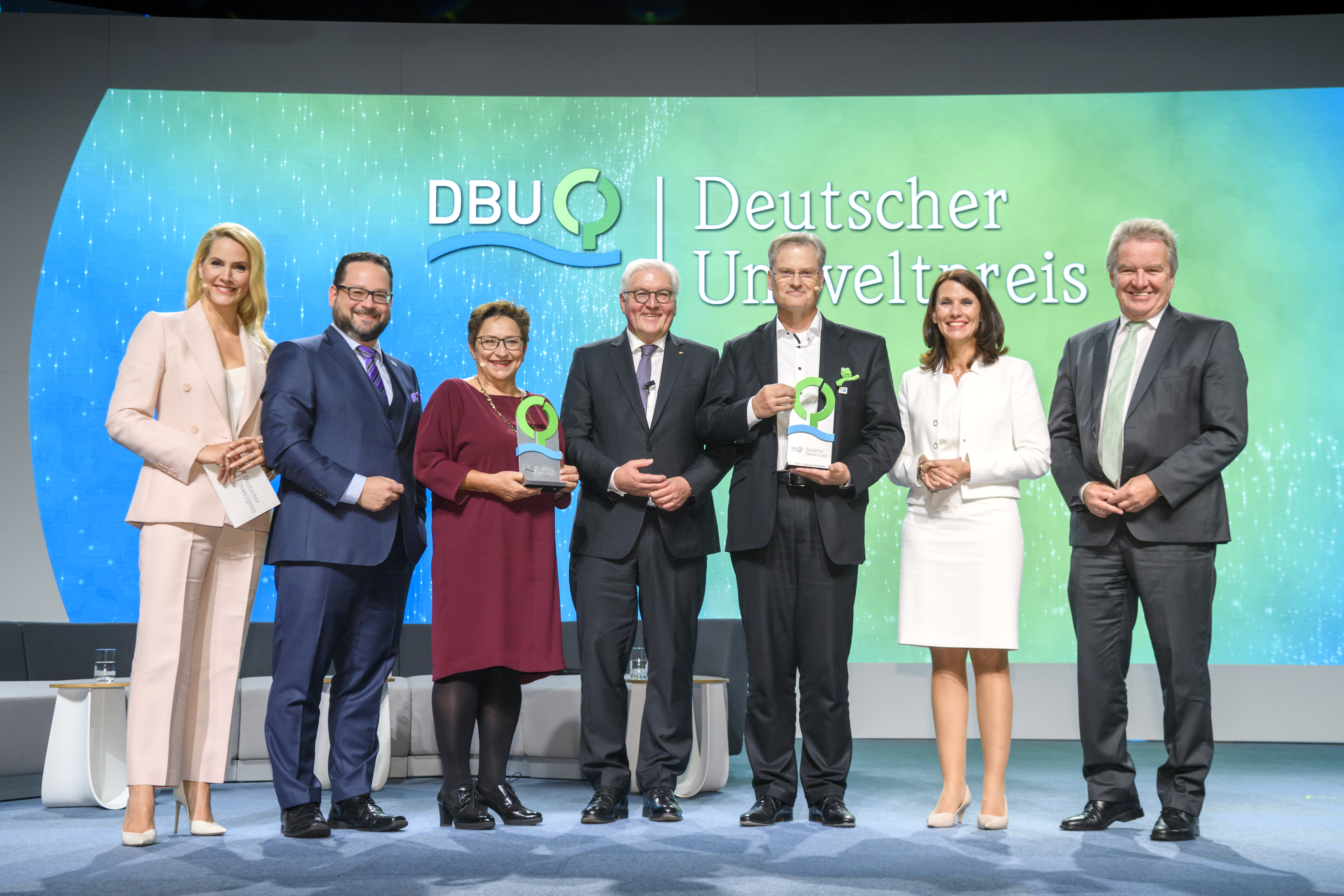
Niemiecka Nagroda Ekologiczna 2019

### Wizerunek i uznanie
W dokumencie „Niemieckie standardy – marki stulecia” (niem. Deutsche Standards – marken des jahrhunderts) wydawnictwa Zeitverlag marka Frosch została określona jako „pionier zrównoważonego rozwoju” (niem. Nachhaltigkeits-Pionier), z podkreśleniem jej roli w branży jako czynnika kształtującego[wymaga weryfikacji?].

### Nagrody i certyfikaty
- 23 października 1967: Moneta pamiątkowa miasta Moguncja „za wierność przedsiębiorstwa wobec lokalizacji w Moguncji”.
- 1986: Nagroda ekologiczna miasta Hallein dla oddziału w Austrii.
- 1991: Przyznanie austriackiego godła państwowego oddziałowi w Austrii oraz uhonorowanie znaczenia przedsiębiorstwa dla kraju związkowego Salzburg i miasta Hallein.
- 2002: Werner & Mertz wprowadza system zarządzania jakością zgodnie z DIN EN ISO 14.001 i uzyskuje certyfikat EMAS II[19].
- 2010: Nagroda ekologiczna kraju związkowego Nadrenia-Palatynat[20].
- 2012: LEED Platinum dla siedziby zarządu głównego przy Rheinallee[21][22][23].
- 2014: ECR Award dla inicjatywy Recyclat[24][25].
- 2014: Nagroda za opakowanie dla inicjatywy Recyclat[26].
- 2014: Nagroda federalna Ecodesign dla inicjatywy Recyclat[27][28].
- 2014: Nagroda Wzorowy pracodawca Nadrenii-Palatynatu[29][30].
- 2019: Niemiecka Nagroda Ekologiczna dla właściciela przedsiębiorstwa Reinharda Schneidera[31].
- 2023: Nagroda WorldStar Packaging Award za „Głowicę natryskową dla gospodarki o obiegu zamkniętym” opracowaną wspólnie z Berry Global[32].
- 2024: Circularity Champion Award[33]

### Karnoprawna odpowiedzialność za produkt: Spray do skóry 1980-1988
W roku 1988 przedsiębiorstwo i jego menedżerowie w Niemczech musieli odpowiadać przed sądem za nieumyślne uszkodzenie ciała oraz zagrażające życiu naruszenie zdrowia. Menedżerowie przedsiębiorstwa zostali oskarżeni o to, iż mimo wiedzy o zagrożeniach dla zdrowia związanych z produkowanym przez firmę Werner & Mertz i sprzedawanym od 1980 roku przez spółki zależne (Erdal Rex GmbH, Solitär GmbH) sprayem do skóry, nie wycofali odpowiednio wcześnie produktu z rynku ani nie umieścili natychmiast ostrzeżeń na produktach. W apelacji od wyroku przed Federalnym Trybunałem Sprawiedliwości potwierdzono odpowiedzialność, w tym także cywilną, menedżerów.

## Literatura
- Wolfgang Heck: 100 Jahre Erdal, 1901–2001. Markenqualität im Zeichen des Frosches. Werner & Mertz GmbH, Moguncja 2001.
- Kim & Axel Himer: Das große Buch der Lederpflege. Heel-Verlag, Moguncja 2011, ISBN 978-3-86852-986-9